# Timo Boll
Timo Boll, född 8 mars 1981 i Erbach, är en tysk bordtennisspelare.
Han ingick i Tysklands segrande lag vid lagtävlingen för herrar vid EM 2007. År 2005 ingick han även i det tyska lag som gick till final i lag-VM.
Individuellt har han vunnit singel-klassen vid EM två gånger. I dubbel spelar han vanligtvis tillsammans med fem år yngre Christian Süss, även han från Tyskland. Tillsammans vann de dubbel-klassen vid EM i Belgrad 2007. 
Boll tog en bronsmedalj i lagturneringen vid de olympiska bordtennistävlingarna 2016 i Rio de Janeiro. Vid olympiska sommarspelen 2020 i Tokyo tog Boll silver i lagtävlingen.

## Meriter

### Olympiska meriter
| Spel | Gren   | Grundomgång          | Omgång 1             | Omgång 2             | Omgång 3                        | Omgång 4                     | Kvartsfinal                 | Semifinal            | Final                |
| Spel | Gren   | Motståndare Resultat | Motståndare Resultat | Motståndare Resultat | Motståndare Resultat            | Motståndare Resultat         | Motståndare Resultat        | Motståndare Resultat | Motståndare Resultat |
| ---- | ------ | -------------------- | -------------------- | -------------------- | ------------------------------- | ---------------------------- | --------------------------- | -------------------- | -------------------- |
| 2004 | Singel |                      |                      |                      | Patrick Chila (FRA) W 4-1       | Werner Schlager (AUT) W 4-3  | Jan-Ove Waldner (SWE) L 1-4 | Gick inte vidare     | Gick inte vidare     |
| 2008 | Singel |                      |                      |                      | Kim Hyok Bong (PRK) W 4-1       | Oh Sang Eun (KOR) L 1-4      | Gick inte vidare            | Gick inte vidare     | Gick inte vidare     |
| 2012 | Singel |                      |                      |                      | Noshad Alamian (IRI) W 4-0      | Adrian Crișan (ROU) L 1-4    | Gick inte vidare            | Gick inte vidare     | Gick inte vidare     |
| 2016 | Singel |                      |                      |                      | Aleksander Shibajev (RUS) W 4-3 | Quadri Aruna (NGR) L 2-4     | Gick inte vidare            | Gick inte vidare     | Gick inte vidare     |
| 2020 | Singel |                      |                      |                      | Kirill Gerassimenko (KAZ) W 4–1 | Jeoung Young-sik (KOR) L 1–4 | Gick inte vidare            | Gick inte vidare     | Gick inte vidare     |